# Mimohammus flavescens
Mimohammus flavescens là một loài bọ cánh cứng trong họ Cerambycidae.